# Pressmeddelande

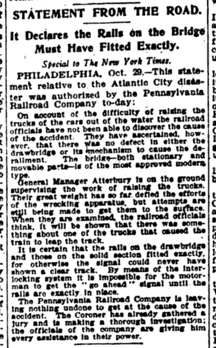
Ett av de tidigaste pressmeddelandena, skapat av Ivy Lee och publicerat i New York Times 1906.

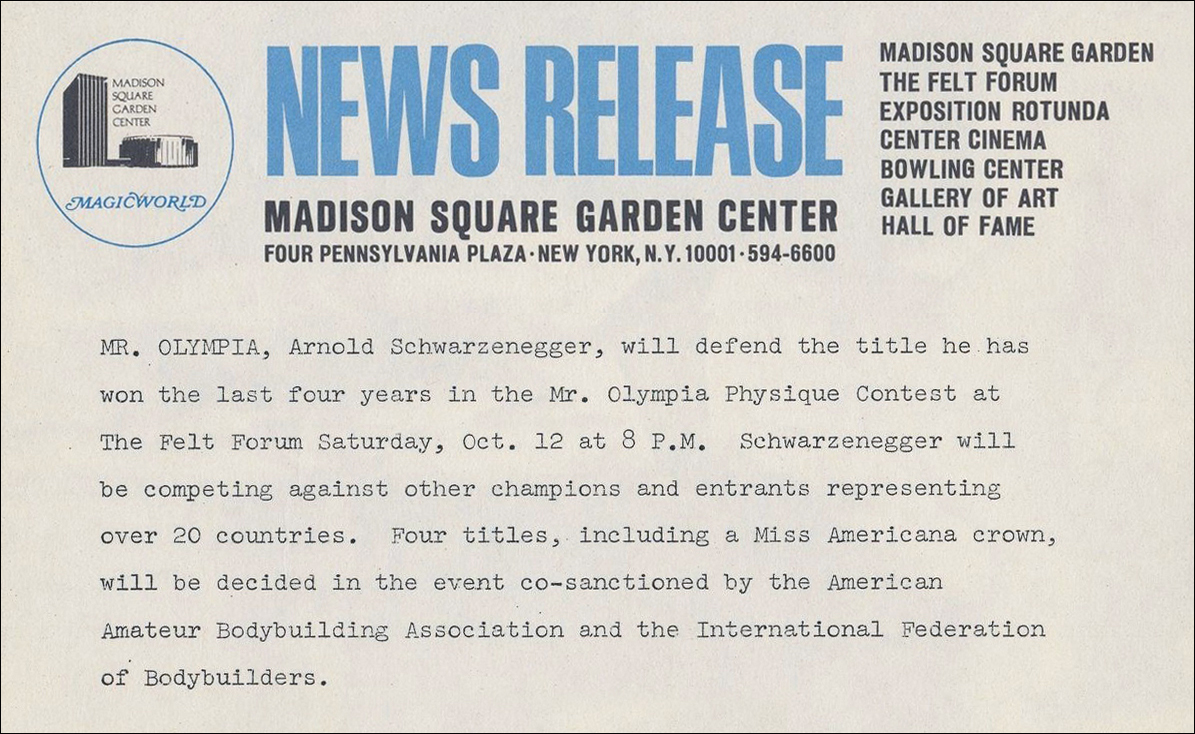
Madison Square Garden News Release 1974.

Ett pressmeddelande är en text som skickas till, eller görs tillgänglig för, massmedier från myndigheter, organisationer eller företag, till exempel i syfte att informera om nyheter, skapa god PR (relation med marknaden) och/eller investerarrelationer (IR). Det skickas vanligtvis med e-post till journalister, redaktioner och analytiker på nyhetsbyråer, tidningar, radio, TV och webbmedia samt publiceras direkt i databaser, nyhetsbyråsystem samt i avsändarens egna kanaler, till exempel olika webbsidor. De förmedlas allt oftare via tjänster som media använder i sitt arbete, som söktjänster för nyheter. Cision och Mynewsdesk är exempel på två pressmeddelandetjänster i Sverige.
Pressmeddelandet är vanligtvis skrivet i artikelform med en utformning som i princip ska kunna tas in i tidningen oredigerat. De inleds med en rubrik och en ingress. Sedan kommer brödtexten som vanligtvis inkluderar ett eller flera uttalanden (pratminus) av relevanta personer på den avsändande organisationen. Pressmeddelandet avslutas med kontaktuppgifter till avsändaren av pressmeddelandet. Datum för avsändande och vilken organisation som står bakom ska anges tydligt. Den bästa tiden för att skicka pressmeddelanden anses traditionellt vara vardagsmorgnar. Vid större nyheter brukar man även kalla till en presskonferens.
I takt med att medielandskapet och de kommunikativa förutsättningarna förändras, förlorar traditionell media (ibland kallad "tredje statsmakten") successivt sin monopolställning som opinionsbildare. Detta till förmån för alla människor tillika Internetanvändare, som idag enkelt och effektivt kan sprida sina tankar, idéer och åsikter, till alla som är intresserade, med utgångspunkt från sociala och interaktiva tjänster som vuxit fram inom den nya generationens web (web 2.0). Budskapet behöver inte alltid gå via media utan kan gå direkt till slutanvändaren av informationen.
Företag vars aktier handlas på en etablerad marknadsplats omfattas ofta av lagar eller noteringskrav från börsen som kräver att nyheter som kan påverka värderingen av ett bolag ska offentliggöras genom simultan och bred spridning av ett pressmeddelande. Respektive marknad och börs har sina egna regler om vad simultan och bred spridning innebär samt om det finns någon central lagringsenhet där allt ska arkiveras. Bakgrunden till dessa krav är att skapa en rättvis handel på marknaden och undvika insiderbrott. I Sverige omfattas företag noterade på Stockholmsbörsen och Nordic Growth Market av lagen om värdepappersmarknaden och ska arkivera sina nyheter hos Finansinspektionen samt sprida sina kurspåverkande nyheter så att de "snabbt och på ett icke-diskriminerande sätt blir tillgänglig för allmänheten inom EES".